# Công Ninh
Nguyễn Công Ninh, thường được biết đến với nghệ danh Công Ninh (sinh ngày 28 tháng 1 năm 1962), là một nam diễn viên người Việt Nam. Ông là chủ nhiệm Khoa đạo diễn tại Trường Đại học Sân khấu - Điện ảnh TP HCM, và từng giành giải Nam diễn viên xuất sắc nhất tại Liên hoan phim Việt Nam lần thứ 12, cũng như được phong danh hiệu Nghệ sĩ Ưu tú vào năm 2011.

## Lúc nhỏ và học tập
Năm 13 tuổi, vì nhà nghèo nên ông phải nghỉ học, giúp gia đình bằng cách buôn bán từ trà đá cho đến bánh cam, khoai mì. Nhưng một năm sau, ông xin gia đình đi học lại và từ đó khá suôn sẻ.
Năm 18 tuổi, Công Ninh thi vào Trường Nghệ thuật Sân khấu II. Trong buổi thi năng khiếu, thấy ông thú thật, không kịp chuẩn bị tiểu phẩm, ban giám khảo châm chước, cho ông một tiểu phẩm để dự thi. Vào vai cậu bé đi chợ mua thuốc và khi về đến nhà, mẹ đã chết, ông diễn bằng tất cả bản năng để lột tả nỗi đau đớn. Ngặt nỗi, ông càng khóc, khán giả bên dưới càng cười. Ông khóc nhỏ, khán giả cười nhỏ. Ông khóc lớn, khán giả cười ầm. Nghĩ giấc mơ làm diễn viên đã tiêu tan, nhưng một tháng sau, ông nhận được giấy báo của trường và còn là á khoa.
Sau 4 năm học, Công Ninh tốt nghiệp loại xuất sắc. Thành tích này giúp ông giành được một trong hai suất học bổng du học. Năm 1984, ông lên đường sang Liên Xô, theo học khoa Đạo diễn sân khấu tại Học viện Kỹ thuật điện ảnh Leningrad (nay là Sankt-Peterburg) và lấy được bằng thạc sĩ.
Chuyến du học 5 năm, nhưng hai lần suýt bị trả về nước. Lần đầu do ông làm mất hộ chiếu, bị giữ lại khu tập trung 1 tháng. Khoảng thời gian đó không khác gì cực hình vì buồn chán không có việc gì làm, vừa lo sợ bị gửi trả về nước. May mắn là sau khi có kết quả xác minh của Đại sứ quán Việt Nam tại Liên Xô, Công Ninh được cấp lại hộ chiếu. Năm học dự bị đầu tiên, do chưa quen với khí hậu lạnh của Liên Xô, Công Ninh thường dậy muộn, đi học trễ. Tình trạng này kéo dài liên tiếp nên khoa quyết định buộc ông thôi học, trở về nước. Lại một may mắn nữa đến với Công Ninh khi thầy trưởng khoa xin cho ông thêm cơ hội thử thách. Ông phải diễn một tiểu phẩm đủ sức thuyết phục các thầy cô cho ở lại. Công Ninh đã chọn diễn vai quan thanh tra Khlestakov trong tác phẩm Quan thanh tra của nhà văn Nikolai Vasilyevich Gogol. Công Ninh từng diễn tác phẩm này rất thành công trong bài thi tốt nghiệp tại Việt Nam nên ông rất tự tin. Nhờ sự lựa chọn thông minh, Công Ninh đã được ở lại và từ đó chuyên tâm học tập.

## Sự nghiệp
Năm 1990, Công Ninh trở về Việt Nam với tấm bằng thạc sĩ nghệ thuật. Bắt tay vào dựng 2 bài thi tốt nghiệp là Elena thân yêu và Gã giang hồ quốc tế. Cả hai vở đều được các thầy cô cũng như giới chuyên môn đánh giá cao, nhưng ông vẫn trong tình trạng thất nghiệp.
Một thời gian sau, Công Ninh được phân công về làm giảng viên tại Trường Nghệ thuật Sân khấu II và dồn hết tâm huyết vào công tác giảng dạy. Nổi bật học trò nổi tiếng như: diễn viên Minh Béo, Ngọc Tưởng, Thanh Thúy, Ngọc Trinh, Lê Khánh, Hòa Hiệp, Tiết Cương hay đạo diễn Vũ Ngọc Đãng, Nguyễn Quang Dũng, Nhật Trung (Trung Lùn).
Năm 1994, khi câu lạc bộ thể nghiệm sân khấu 5B Võ Văn Tần tìm đạo diễn dựng vở Dạ cổ hoài lang và Công Ninh may mắn được lựa chọn và bắt tay dàn dựng. Vở kịch quy tụ dàn diễn viên sáng giá nhất của làng kịch nói miền Nam thời đó như Thành Lộc, Việt Anh, Hồng Vân và Quốc Thảo cùng đóng góp dàn dựng đã tạo nên một tác phẩm nổi tiếng để đời.
Năm 1995, Dạ cổ hoài lang giành huy chương vàng tại Liên hoan Sân khấu chuyên nghiệp toàn quốc và Công Ninh đoạt giải Đạo diễn xuất sắc.
Năm 1996, Công Ninh được đạo diễn Lê Hoàng mời vào vai lính giải phóng Tấn trong phim Ai xuôi vạn lý. Năm 1999, bộ phim này giúp ông đoạt giải Nam diễn viên xuất sắc tại Liên hoan phim Việt Nam lần thứ 12.
Sự nghiệp của Công Ninh đã dựng trên 50 vở kịch sân khấu, truyền hình, đóng nhiều tác phẩm điện ảnh và giành một số giải thưởng.

## Đời tư
Công Ninh từng có mối tình lâu dài với diễn viên Ngọc Trinh (diễn viên phim Mùi ngò gai), đã tính đến chuyện kết hôn. Nhưng sau gần 10 năm quen nhau, Công Ninh và Ngọc Trinh chia tay. Năm 2009, Ngọc Trinh lên xe hoa với người chồng Hàn Quốc và sau này Công Ninh coi Ngọc Trinh như em gái.
Năm 2013, Công Ninh cưới người vợ kém 20 tuổi đó là Tuyết Vân, từng là sinh viên Trường Đại học Sân khấu - Điện ảnh Thành phố Hồ Chí Minh nơi Công Ninh giảng dạy. Sau khi ra trường, cô làm diễn viên lồng tiếng và sau đó làm diễn viên trên sân khấu 5B Võ Văn Tần, Thành phố Hồ Chí Minh.
Năm 2014, Tuyết Vân sinh một đứa con gái. Công Ninh thống nhất với vợ là chỉ sinh 1 con thôi vì không còn trẻ, điều kiện kinh tế hiện tại chưa cho phép.

## Danh sách các vở kịch, phim truyện và chương trình tham gia

### Các vở kịch
- Cõi tình
- Lò heo quay
- Sống thử
- Đảo thiên đường
- Những kẻ độc thân

### Phim truyện
| Năm  | Tựa Phim                                                             | Vai diễn                   |
| ---- | -------------------------------------------------------------------- | -------------------------- |
| 1991 | Đời hát rong                                                         |                            |
| 1992 | Ba người đàn ông                                                     | Tám Khoa                   |
| 1993 | Lương tâm bé bổng                                                    | Chàng ca sĩ                |
| 1994 | Mênh mông tình buồn                                                  | Hổ Thiếu Lâm               |
| 1996 | Ai xuôi vạn lý                                                       | Bộ đội Tấn                 |
| 1998 | Mẹ con Đậu Đũa                                                       | Cha Đậu Đũa                |
| 1999 | Đời cát                                                              | Huy                        |
| 2000 | Tôi vào đời                                                          | Tiến                       |
| 2000 | Vàng                                                                 |                            |
| 2000 | 5 w trong 1                                                          | GS Hùng                    |
| 2001 | Hương dẻ                                                             | Cu Vương                   |
| 2002 | Blouse trắng                                                         | Sĩ Điên                    |
| 2002 | Tài tử nghiệp dư                                                     | ông Sa                     |
| 2003 | Mùa sen                                                              | ông Năm                    |
| 2003 | Cha và con                                                           |                            |
| 2004 | Bến phà                                                              |                            |
| 2005 | Xóm cào cào                                                          | ông Năm Yểng               |
| 2005 | Lẵng hoa tình yêu                                                    | Hùng                       |
| 2005 | Cổ tích Việt Nam: Sinh con rồi mới sinh cha                          | ông Cả Lê                  |
| 2005 | Cổ tích Việt Nam: Ba chàng thiện nghệ                                | ông Cả Lê                  |
| 2005 | Cổ tích Việt Nam: Sự tích thành Hoàng sống                           | ông Cả Lê                  |
| 2005 | Những tay chơi ngoại hạng                                            |                            |
| 2006 | Dưới cờ đại nghĩa                                                    | Nguyễn Bình                |
| 2006 | Cái bóng bên chồng                                                   | ông Bình                   |
| 2007 | Sóng gió cuộc đời                                                    | ông Nam                    |
| 2007 | Gọi giấc mơ về                                                       | thầy Cường                 |
| 2007 | Linh lan trắng                                                       | ông Thành                  |
| 2008 | Sóng gió thương trường                                               | Tư Huỳnh                   |
| 2008 | Sóng đời                                                             | chú Mạnh                   |
| 2008 | Dòng sông định mệnh                                                  | Xe Lôi                     |
| 2008 | Đồng hồ cát                                                          | ông Tân                    |
| 2009 | Cầu trường không yên tĩnh                                            | Bình Minh                  |
| 2009 | Taxi                                                                 | ông Tùng                   |
| 2009 | Hoa dại                                                              | dượng Bảy                  |
| 2009 | Giải cứu thần chết                                                   | ba của An An               |
| 2009 | Câu chuyện pháp đình: Hơi ấm bàn tay                                 | luật sư Công               |
| 2009 | Mùa thu đi một nửa                                                   | ông Bằng                   |
| 2009 | Bão yêu thương                                                       | Tổng Biên Tập              |
| 2009 | Thứ ba học trò                                                       | Thầy giám thị              |
| 2009 | Ra giêng ai cưới em?                                                 | ông Viên                   |
| 2009 | Ngõ vắng                                                             | Kỳ                         |
| 2009 | Ký ức mong manh                                                      | Chủ nhiệm khoa             |
| 2010 | Lối rẽ                                                               | giám đốc của Maika         |
| 2010 | Cổng mặt trời                                                        | ba Thảo                    |
| 2010 | Định mệnh                                                            | ông Đức Hòa                |
| 2010 | Trái đắng                                                            | ông Khanh                  |
| 2010 | Vũ điệu tình yêu                                                     | ông Liêm                   |
| 2010 | Chuyện tình mùa thu                                                  | ông Phát Đà Lạt            |
| 2010 | Âm tính                                                              | ông Mạnh                   |
| 2010 | Nhiệm vụ đặc biệt                                                    | ông Thông                  |
| 2010 | Kính thưa ô sin                                                      | ông Khải                   |
| 2010 | Thuỵ khúc                                                            | ông Dũng                   |
| 2010 | Vị yêu                                                               | ông Hậu                    |
| 2010 | Mẹ chồng nàng dâu                                                    | ông Tư                     |
| 2010 | Cá Rô, em yêu anh!                                                   | chú Một                    |
| 2010 | Cuộc gọi lúc 0 giờ                                                   | ông Phan                   |
| 2010 | Cha yêu                                                              | ông Hai Nghĩa              |
| 2010 | Dấn thân vào nước mắt                                                | ông Việt                   |
| 2011 | Tình khúc mùa thu                                                    | ông Công                   |
| 2011 | Vũ khí sắc đẹp                                                       | ông Tư                     |
| 2011 | Cô dâu đại chiến                                                     | họa sĩ K'Linh              |
| 2011 | Có lý có tình: mẹ chồng của tôi                                      | ông Gia Bảo                |
| 2011 | Cô dâu tuổi dần                                                      | Lâm Xung                   |
| 2011 | Đua nhau làm giàu                                                    | Bốn Ngư                    |
| 2011 | Trúng số                                                             | Tám Mỏng                   |
| 2011 | Không phải tôi                                                       | Chú Ba                     |
| 2011 | Sáu mặt rubik                                                        | Lão Bộc                    |
| 2011 | Sự thật vô hình                                                      | ông Hoàng                  |
| 2011 | Những cơn mưa tình yêu                                               | ông Nam                    |
| 2011 | Chiếc giường chia đôi                                                | anh Hùng                   |
| 2011 | Xóm gà                                                               | Thái                       |
| 2012 | Ám ảnh                                                               | ông Lành                   |
| 2012 | Mắt bướm                                                             | ông Đoàn                   |
| 2012 | Ngày hôm qua                                                         | ông Định                   |
| 2012 | Vọng kim lang                                                        | ông Hoài Vũ                |
| 2012 | Thần tượng lắm chiêu                                                 | Vũ Vũ                      |
| 2012 | Lúa trổ bông                                                         | tiến sĩ Năm Hưng           |
| 2012 | Ngôi sao thứ 31                                                      | ông Hảo                    |
| 2012 | Làn môi trong mưa                                                    | ông Biền                   |
| 2012 | Đôi cánh đồng tiền                                                   | ông Thành                  |
| 2013 | Em đẹp em có quyền                                                   | ba Hiền                    |
| 2013 | Bông hồng cho tướng cướp                                             | ba Thục                    |
| 2013 | Thế giới cổ tích: Những em bé thông minh                             | quan                       |
| 2013 | Thạch lan                                                            |                            |
| 2013 | Độc nhãn tướng quân Nguyễn Bình                                      |                            |
| 2013 | Hồn đá                                                               | ông Lâm                    |
| 2013 | Hoán nhân tâm                                                        | ông Thời                   |
| 2013 | Yêu trong thù hận                                                    | ông Huân                   |
| 2014 | Bí mật anh và em                                                     | ông Khải                   |
| 2014 | Tơ đồng vương vấn                                                    |                            |
| 2014 | Những ngã rẽ vào đời                                                 | Thầy giám thị              |
| 2014 | Cuộc chiến quý ông                                                   | ông Hưng                   |
| 2014 | Nghiêng nghiêng dòng nước                                            | ông Hai Ơn                 |
| 2014 | Tình cù lần                                                          | ông Thiện                  |
| 2014 | Hàng xóm                                                             | ông Giàu                   |
| 2015 | Lấy chồng hàn                                                        | ba Bông Huệ                |
| 2015 | Dệt nắng cho ngày dài hơn                                            | Hạnh                       |
| 2015 | Oan gia khó tránh                                                    | ông Tịnh                   |
| 2015 | Trại cá sấu                                                          | ông Lân                    |
| 2015 | Ra giêng anh cưới em                                                 | cha của Tám Sumo (lúc trẻ) |
| 2015 | Ông trùm                                                             | trùm Long                  |
| 2015 | Thế giới cổ tích: Sự tích con kền kền                                | Tứ Quý                     |
| 2015 | Đi qua mùa mưa                                                       | ông Trung                  |
| 2016 | Con anh, con em, con người ta                                        | ông Bản                    |
| 2016 | Vòng eo 56                                                           | cha của Ngọc Trinh         |
| 2016 | Ải mỹ nhân                                                           | ông Thời                   |
| 2016 | Cổ tích Việt Nam: Vợ cóc                                             | thầy đồ                    |
| 2016 | Cổ tích Việt Nam: Ông già họ Lê                                      | ông già họ Lê              |
| 2016 | Cổ tích Việt Nam: Ở đây có bán cha                                   | phú ông                    |
| 2016 | Thế giới cổ tích: Cây đèn thần                                       | ông Kỷ                     |
| 2016 | Mãi mãi là bao lâu                                                   | ông Hoà                    |
| 2016 | Nước mắt chảy ngược                                                  | ông Tư                     |
| 2017 | Bí mật của người khác                                                | bác sĩ Ân                  |
| 2017 | Con gái chị Hằng                                                     | ông Thanh                  |
| 2017 | Sống trong bóng đêm                                                  | Hai Tranh                  |
| 2017 | Cổ tích Việt Nam: Bác nông dân và con quỷ                            | bác Hai                    |
| 2017 | Điều ước sao biển                                                    | ông Chín Trong             |
| 2017 | Đuổi theo bóng mình                                                  | ông Nam                    |
| 2017 | Vợ chồng đậu thời @                                                  | ông Nếp                    |
| 2017 | Phục hận                                                             | Ngọc Lắc                   |
| 2017 | Tía ơi đừng say                                                      | ông Hai                    |
| 2017 | Yêu là phải liều                                                     | ông Năm Cò                 |
| 2018 | Phận làm dâu                                                         | ông Tư                     |
| 2018 | Trần Trung kỳ án (phần 2)                                            | bá hộ Vũ                   |
| 2018 | Cổ tích Việt Nam: Sự tích bông vạn thọ                               | cha Tơ                     |
| 2018 | Cổ tích Việt Nam: Sự tích cây bèo                                    | phú ông                    |
| 2018 | Cổ tích Việt Nam: Đứa con ngỗ nghịch                                 | thầy Chước                 |
| 2018 | Em gái mưa                                                           | cha của bà Kim Châu        |
| 2018 | Lạc lối                                                              | ông Núi                    |
| 2018 | Giá của nụ cười                                                      | ông Quý                    |
| 2018 | Biệt đội tất tần tật                                                 | ông Bá                     |
| 2018 | Ống kính sát nhân                                                    | quản gia Các               |
| 2019 | Trà táo đỏ                                                           | ông Ba Trung               |
| 2019 | Hoa cúc vàng trong bão                                               | ông Sáu                    |
| 2019 | Gia đình là số 1 - Phần 2                                            | ông Đắc                    |
| 2019 | Nhắm mắt thấy mùa hè                                                 |                            |
| 2019 | Dzìa đi tía ơi                                                       | ông Tư Chơn                |
| 2019 | Nhà ông hoàng có vàng                                                | thầy giáo Hương            |
| 2019 | Không lối thoát                                                      | ông Tư                     |
| 2019 | Anh ba khía                                                          | ông Tùng                   |
| 2020 | Những nàng dâu nổi loạn                                              | ông Đô                     |
| 2020 | Người tình bố già                                                    | ông Năm Cà                 |
| 2020 | Xóm rác bổ                                                           | ông Lai                    |
| 2020 | Cha tôi                                                              |                            |
| 2020 | Dâu bể đường trần                                                    | ông hội đồng Thăng         |
| 2020 | Kẻ sát nhân cô độc                                                   | giáo sư Trực               |
| 2020 | Đường về cồn nảy                                                     | ông Hai Thảo               |
| 2020 | Vương miện xương rồng                                                | ông Tùng                   |
| 2021 | Chuông gió                                                           | Nguyễn Ngạn                |
| 2021 | Chống lại số phận                                                    | ông Linh                   |
| 2021 | Cây táo nở hoa                                                       | ông Huân                   |
| 2021 | Gái khôn được chồng                                                  | cha chàng khờ              |
| 2021 | Cổ tích Việt Nam - Chuyện xưa tích cũ: Thuốc thần trên núi Trúc Lĩnh | người cha                  |
| 2021 | Cổ tích Việt Nam - Chuyện xưa tích cũ: Số Trời                       | thầy lang                  |
| 2021 | Ngôi sao về làng                                                     | ông Cự                     |
| 2021 | Người lắng nghe: Lời thì thầm                                        | ba An Nhiên                |
| 2022 | Hồng nhan                                                            | ông Sáu Khó                |
| 2022 | Sau phút đam mê                                                      |                            |
| 2022 | Trà táo đỏ (phần 2)                                                  | ông Ba Trung               |
| 2022 | Xóm già háp                                                          | ông Dễ                     |
| 2022 | Em và Trịnh                                                          | thầy Thống                 |
| 2022 | Bảnh bao ngày tết                                                    | ông Sáu Lễ                 |
| 2022 | Oan gia đại chiến                                                    | ông Chính nghĩa            |
| 2022 | Gia đình khó dễ                                                      | ông Ưu                     |
| 2022 | Bí mật nghiệt ngã                                                    | ông Hai                    |
| 2022 | Xóm chùa                                                             | ông Sói                    |
| 2022 | Bí mật hai thế giới                                                  | chú Đạt                    |
| 2022 | Hùng Long Phong Bá                                                   | Hai Cường                  |
| 2023 | Ăn tết miệt vườn                                                     | ông Ba                     |
| 2023 | Lụa                                                                  | ông Mạnh                   |
| 2023 | Vòng xoáy tình thù                                                   |                            |
| 2023 | Hùng Long Phong Bá 2                                                 | hai Cường                  |
| 2023 | Thử thách cuộc đời                                                   | ông Năm Tùng               |
| 2023 | Có hẹn với yêu thương                                                | ông Tùng                   |
| 2023 | Bống thời 4.0                                                        | ông Bảy                    |
| 2023 | Sóng gió hào môn                                                     |                            |
| 2023 | Dưới bóng bình yên                                                   |                            |
| 2024 | Có hẹn với nàng xuân                                                 | ông Hạnh                   |
| 2024 | Bên bờ hạnh phúc                                                     | ông Bình                   |
| 2024 | Kẻ sát nhân cô độc 2                                                 |                            |
| 2024 | Mùa hè đẹp nhất                                                      | Minh                       |
| 2024 | Tình yêu đến cùng gió biển                                           |                            |
| 2024 | Tuổi trẻ giá bao nhiêu                                               | ông Hiếu                   |

### Chương trình truyền hình
- Đàn ông phải thế 2015 - tập 9: người chơi (tham gia cùng vợ)[7]
- Ký ức vui vẻ (2019- mùa 2- tập 14): Người chơi (thập niên 70)
- Ký ức vui vẻ (2021- mùa 3- tập 11): Khách mời (cùng đoàn phim Mẹ con đậu đũa)

### Music video
Tết ổn rồi (Hiền Thục, Jun Phạm, Bùi Công Nam, Đông Nhi)